# Gancourt-Saint-Étienne
Gancourt-Saint-Étienne è un comune francese di 239 abitanti situato nel dipartimento della Senna Marittima nella regione della Normandia.

## Società

### Evoluzione demografica
Abitanti censiti